# Apatania carpathica
Apatania carpathica là một loài Trichoptera trong họ Apataniidae. Chúng phân bố ở miền Cổ bắc.